# Цереброспинална ринореја
Цереброспинална ринореја представља истицање цереброспиналне течности из носа. Јавља се код фрактура базе лобање, када услед повреде коштаних структура предње лобањске јаме долази и до оштећења тврде мождане опне. Може да настане и спонтано као резултат развоја патолошких процеса у предњој лобањској јами.
Код пацијената из носа у капима истиче бистра течност, која није мукозна и у себи садржи глукозу, електролите, аминокиселине и различите протеине (22-38 mg/dL). Може да се јави и менингитис (упала можданих опни).

## Дијагноза и лечење
Дијагноза се поставља на основу анамнезе, клиничког прегледа и убризгавањем радиоактивних материја у цереброспиналну течност.
Парентерално се дају антибиотици широког спектра, како би се спречио настанак менингитиса. Дефинитивни третман је хируршка реконструкција дефекта тврде мождане опне.